# USS Block Island (CVE-21)
USS Block Island (CVE-21) (nguyên mang ký hiệu AVG-21, sau đó được đổi thành ACV-21 và CVE-21), là một tàu sân bay hộ tống thuộc lớp Bogue của Hải quân Hoa Kỳ trong Chiến tranh Thế giới thứ hai. Nó là chiếc tàu chiến đầu tiên trong số hai chiếc của Hải quân Mỹ được đặt tên theo eo biển Block Island ngoài khơi Rhode Island. Block Island hoạt động chủ yếu trong vai trò chống tàu ngầm tại Mặt trận Đại Tây Dương, trước khi bị tàu ngầm Đức U-549 đánh chìm vào ngày 29 tháng 5 năm 1944.

## Thiết kế và chế tạo
Block Island được đặt lườn vào ngày 19 tháng 1 năm 1942 như là một tàu vận tải C3-S-A1 theo hợp đồng của Ủy ban Hàng hải Hoa Kỳ với hãng Seattle-Tacoma Shipbuilding tại Tacoma, Washington, và được chuyển cho Hải quân Hoa Kỳ vào ngày 1 tháng 5 năm 1942. Block Island được hạ thủy vào ngày 6 tháng 6 năm 1942; được đỡ đầu bởi Bà H. B. Hutchinson, phu nhân của Trung tá Hải quân Hutchinson. Nó được xếp lại lớp thành ACV-21 vào ngày 20 tháng 8 năm 1942; và được đưa ra hoạt động vào ngày 8 tháng 3 năm 1943 dưới quyền chỉ huy của Thuyền trưởng, Đại tá Hải quân Logan C. Ramsey. Nó được xếp lại lớp thành CVE-21 vào ngày 15 tháng 7 năm 1943

## Lịch sử hoạt động
Rời San Diego, California vào tháng 5 năm 1943, Block Island hướng sang Norfolk, Virginia để gia nhập Hạm đội Đại Tây Dương Hoa Kỳ. Sau hai chuyến đi từ thành phố New York đến Belfast ở Bắc Ireland, Anh Quốc vào mùa Hè năm 1943 để vận chuyển máy bay tiêm kích cho Lục quân Mỹ, nó bắt đầu hoạt động trong thành phần các đội tìm và diệt tàu ngầm.
Trong bốn chuyến tuần tra chống tàu ngầm, máy bay của Block Island đã đánh chìm hai tàu ngầm Đức: chiếc U-220 tại tọa độ 48°53′B 33°30′T / 48,883°B 33,5°T vào ngày 28 tháng 10 năm 1943, và chiếc U-1059 tại tọa độ 13°10′B 33°44′T / 13,167°B 33,733°T vào ngày 19 tháng 3 năm 1944. Nó cũng hỗ trợ cho tàu khu trục Corry và tàu khu trục hộ tống Bronstein để đánh chìm tàu ngầm U-801 tại tọa độ 16°42′B 30°20′T / 16,7°B 30,333°T vào ngày 17 tháng 3 năm 1944, và với tàu khu trục hộ tống Buckley đánh chìm U-66 vào ngày 6 tháng 5 năm 1944 tại tọa độ 17°17′B 32°29′T / 17,283°B 32,483°T. Thomas, Bostwick, Borie và Bronstein đã đánh chìm U-709 vào ngày 1 tháng 3 năm 1943; và cùng ngày hôm đó Bronstein đã tiêu diệt được U-603.

### Bị mất
Block Island bị trúng ngư lôi ngoài khơi quần đảo Canary và bị chìm lúc 20 giờ 13 phút ngày 29 tháng 5 năm 1944. Tàu ngầm Đức U-549 đã lọt qua hàng rào hộ tống của nó mà không bị phát hiện, và đã phóng ba ngư lôi nhắm vào chiếc tàu sân bay hộ tống, trước khi bản thân nó bị các tàu khu trục hộ tống Eugene E. Elmore và Ahrens đánh chìm ở tọa độ 31°13′B 23°03′T / 31,217°B 23,05°T.

## Phần thưởng
Block Island được tặng thưởng hai Ngôi sao Chiến đấu do thành tích phục vụ trong Thế Chiến II.